# 超星神
超星神（超星神グランセイザー）講述12位戰士保護地球的故事。這部作品是東京電視台、東寶、柯拿米合作推出的別具風格特攝節目。
超星神系列第一部。
不同於超人力霸王的單人英雄模式與超級戰隊小組成員模式，分別以火、水、土、風四種元素分類；又分別以獨角仙、鯨魚、鸟、豹的種族來設定各自的超星神。他們也平常各過各的生活，只有在緊急狀況下才會全數聚集。
顏色配色方面與超級戰隊相較，沒有戰隊的公式化顏色分配，顏色搭配相當鮮豔活潑。
台灣由民視於2005年8月7日起逢星期日晚間18:00~19:00播出（一次播出2集），2006年1月9日起每週一至週五下午17:30~18:00播出，但到了2007年開始改為每週一至週五下午16:30~17:00播出。

## 概述
距今大約數億年以前，地球上有比現在還要高度且進步的文明和繁榮，人類開始製造能代表當時强大科學的超星神。
超星神，它是人類擁有的最強大力量。
超古代的人類所建造的高度文明，宇宙人畏懼其進步，開始對地球發動總攻擊，實力壓倒性強大的宇宙聯盟想要徹底地破壞地球的命運，為了反擊宇宙聯盟，人類派出剛完成不久的超星神，賭上超星神和已經配置在衛星軌道上的戰鬥部隊，所有人類戰力的對決終於展開。
對宇宙聯盟而言，已經完成超星神的人類，是對邁向宇宙和平之路的巨大威脅，人類最終被打敗，其文明也在轉眼間灰飛煙滅了，而悠久的時間洪流，在地球孕育出新的生命，誕生出了新的人類，然而，21世紀，來自宇宙的威脅再次降臨到地球上…

## 登場人物

### 火象戰士
由弓道天馬、堀口博士助手獅堂未加以及未加的弟弟劍組成火之戰士，在堀口一郎博士指導之下最初為了保護地球所團結起來，象徵是火鳥
| 演員 | 角色                | 代號                   | 職業   | 力量 | 武器     | 必殺技            | 港配               |
| 瀨川亮 | 弓道天馬 Kudō Tenma | 射手星神 Sazer-Tarious | 快遞員 | 遊隼 | 獵鷹聖弓 | 烈焰神鷹箭 彗星拳 | 雷霆、蘇強文(代配) |
| 本劇中心人物，火象戰士首領，他的理想是成為機車賽車手參加比賽，打敗世界一流的賽車手。 職業是快遞員，在運送秘密快遞途中遇見獅堂未加（白羊星神），過程中不小心被她踢中一腳，讓人記憶猶新，但是為了要將他手中的快遞物品奪回來，他還偷偷地去堀口博士的研究場所，與經過的獅堂劍（獅子星神）一起，突然發現，風象代表的傳通院（雙子星神）入侵，意圖要帶走水晶板。 他看到天馬手上有射手座的印記，就認定他就是火象戰士之一的射手星神，就夥同雨宮涼子（水瓶星神）逼著他不斷襲擊，才甦醒，本來是不想惹上事端，後來他的正義感使命強，不忍被羞辱才加入火象戰士。 |                     |                        |        |      |          |                   |                    |
| 清水明日香 | 獅堂未加 Shidō Mika | 白羊星神 Sazer-Mithras | 大學生 | 天鵝 | 聖鐵扇   | 勃朗龍捲          | 曾秀清             |
| 21歲的大学生，獅堂劍的姐姐。 在堀口博士的研究室當助理，是個頭腦清晰的空手道高手。 和崛口博士在研究水晶板的时候，無意中覺醒（第25集，獅堂未加的回憶中說過）。對弓道天馬（射手星神）有好感。 |                     |                        |        |      |          |                   |                    |
| 武田光兵 | 獅堂劍 Shidō Ken    | 獅子星神 Sazer-Lion    | 高中生 | 家燕 | 月牙聖劍 | 飛燕斬            | 黎景全             |
| 18歲的高中生。 獅堂未加的弟弟，既感性又和善的少年。與聰明的姐姐對照之下顯得悠閒自在。 因想保護姐姐獅堂未加而覺醒。對早乙女蘭（處女星神）有好感。 |                     |                        |        |      |          |                   |                    |

### 風象戰士
由傳通院洸、雨宫凉子和秤谷仁三人所組成。受到佐伯可琳的誘惑因而与火象戰士和土象戰士互相對峙。後來知道佐伯可琳是侵略者阿基隆人後醒悟，回到超星神陣營中。象征是甲蟲。
| 演員 | 角色                    | 代號                   | 職業       | 力量   | 武器     | 必殺技            | 港配          |
| 芹澤秀明 | 傳通院洸 Dentsūin Akira | 雙子星神 Sazer-Remulus | 外科醫生   | 獨角仙 | 鐵甲聖槍 | 終極一擊 雙子龍捲 | 林保全        |
| 28歲，是京南大學醫院的外科醫生。 被可琳利用開始襲擊天馬他們，始終不肯相信天馬他們，互相爭鬥，最後發現可琳真面目，清醒過来。 他是冷静處事的風象戰士領導者。也是第一位覺醒的星神戰士。因闖入超古代遺跡受到感應而覺醒。              |                         |                        |            |        |          |                   |               |
| 星野麻耶 | 雨宮涼子 Amamiya Ryōko  | 水瓶星神 Sazer-Verseau | 健身教練   | 蝴蝶   | 聖月刀   | 圓月揮刀 水瓶幻擊 | 程文意→何璐怡 |
| 24歲，是一個神秘的健身教練，正義感強。 被可琳利用，是第一个懷疑可琳的人，带領仁識破可琳詭計后加入天馬他們。 被可琳發現與射手星神交手而覺醒。完結篇穿上秤谷仁所設計的婚紗與松坂直人（金牛星神）結婚。 座驾是一辆本田S2000（AP1）。 |                         |                        |            |        |          |                   |               |
| 松澤蓮 | 秤谷仁 Hakariya Jin     | 天秤星神 Sazer-Dail    | 服裝設計師 | 鍬形蟲 | 聖鬥柺   | 大旋風破          | 馮錦堂        |
| 25歲，一名出色的服装設計師，喜歡出風頭的一個人。 是風象戰士中最會戰鬥的。 被可琳利用，和凉子識破可琳詭計加入天馬他們。對雨宫凉子（水瓶星神）有好感，但最終凉子與直人結婚，幫凉子設計婚紗出嫁。                                    |                         |                        |            |        |          |                   |               |

### 土象戰士
由松阪直人、早乙女蘭與神谷豪組成的地之戰士
但是直人經常獨來獨往，很少聚在一起，直到敵人
攻擊後才團結，象徵是獅子。
| 演員 | 角色                     | 代號                  | 職業     | 力量 | 武器                 | 必殺技                     | 港配   |
| 高原知秀 | 松坂直人 Matsuzaka Naoto | 金牛星神 Sazer-Tawlon | 拳擊手   | 牛   | 金牛聖炮 Bull Cannon | 鬥牛士破擊 Matador burst   | 陳卓智 |
| 31歲，日本第一格鬥家，又被稱為「最強的男人」。个 他還在出生之時父母便拋棄了他，收容孤兒院，之後教授他人格鬥技。由於兒時不幸的遭遇，讓他產生了對力量的渴望，所以性格孤僻的同時也有著一股衝勁，經常獨來獨往，是一位浪跡天涯的男人。起初受到過花梨的蠱惑，並輕鬆擊敗射手星神，而後又因自己的性格同夥伴之間難以融洽所以總是掉隊。之後認識到夥伴的重要性後回歸。在戰鬥中漸漸對水瓶星神雨宮涼子產生情愫，並在完結篇與雨宮涼子結婚。               |                          |                       |          |      |                      |                            |        |
| 磯山沙也加 | 早乙女蘭 Saotome Ran     | 處女星神 Sazer-Visuel | 街頭舞者 | 豹   | 聖烈爪 Lady Claw     | 黑夜聖爪 Night Scratch     | 陸惠玲 |
| 19歲，一名高中女生，也是名業餘舞者。 从小便有著成為一名一流舞者的夢想，也同时有着一群舞蹈伙伴。因为被其青梅竹馬被捲入了一场上千万元的搶劫案。起初先認識了可琳，之後因为對方無法幫助到自己而選擇離開可琳。在为了保護山羊星神時觉醒，在洗脱罪名後加入天馬一行人中。性格恬静可爱，是狮子星神獅堂剑的女朋友。她有着一股其他11名星神戰士所不具備的能力，即借助水晶板了解超古代戰爭的秘密。作为“通訊者”，擁有着调和的作用，是後期戰局扭轉的關鍵。 |                          |                       |          |      |                      |                            |        |
| 正木蒼二 | 神谷豪 Kamiya Gou        | 山羊星神 Sazer-Tragos | 警察     | 山羊 | 螺旋聖槍 Spiral Horn | 雷霆貫穿 Penetrate Thunder | 李錦綸 |
| 25歲，一名正義感職業警察，也是位死腦筋的硬底子。 他經常喜欢督促天馬不要超速行駛。他在經過綁架案中追逐處女星神的青梅竹馬時而覺醒。在警察工作上總是善盡職責，由於他的正義感，甚至曾有過犧牲一人來拯救全地球人的念頭。在集结之後，與同個地之種族伙伴共同呼唤大地星神。曾与史黛西博士有過一段難忘的回憶。和天秤星神秤谷仁合作搭檔。 |                          |                       |          |      |                      |                            |        |

### 水象戰士
由反町誠、魚住愛和三上辰平三人所組成。三人一同在神鯨島相遇。起初因為存在戒備心而不願意加入天馬一行，但最後選擇團結一心而加入，象徵是鯨魚。
| 演員 | 角色                    | 代號                   | 職業       | 力量     | 武器                | 必殺技                                 | 港配   |
| 岡田秀樹 | 反町誠 Sorimachi Makoto | 天蠍星神 Sazer-Gorbion | 攝影師     | 鋸鯊     | 疾風聖鋸 Blast Saw  | 天蠍暴風 De Storm                      | 潘文柏 |
| 24歲，一名戰地攝影師。 作為戰地攝影師在中東許多戰場拍攝過照片。由於在戰場見證過許多殺戮和爭鬥而覺醒。在神鯨島與另外兩位水象戰士相遇。性格執拗，又有些老實。喜歡充當領隊角色，但同時個性又嚮往自然，經常喜歡拍攝自然照片。起初因為存在戒備心而拒絕加入天馬一行人中，之後理解同伴的含義後選擇加入。                                                                       |                         |                        |            |          |                     |                                        |        |
| 伊藤久美子 | 魚住愛 Uozumi Ai        | 雙魚星神 Sazer-Pisces  | 實習護士   | 虎鯨     | 雙魚聖槍 Aqua Blitz | 極速射擊 Blink Shot                    | 周文瑛 |
| 17歲，京南大學醫院的新人見習護士。 與雙子星神傳通院洸因同事兼同伴的身份認識。與露西亞的戰鬥而覺醒。父親是國防省的國際知名博士和久井。其性格純真，卻又擁有着成熟女性的一面。主和派。在得知父親真實身份以及因自己為搭救和久井而將巨靈星神操縱器交給了露西亞後，主動選擇為此負責。之後因體會到露西亞一方的使命的無奈和無法停止的戰爭的悲傷，一直渴望着以和平方式結束戰爭。 |                         |                        |            |          |                     |                                        |        |
| 菅原卓磨 | 三上辰平 Mikami Tappei  | 巨蟹星神 Sazer-Gans    | 海洋館人員 | 無刺蝠鱝 | 聖鎖鐮刀 Kalnicos   | 大海嘯切斷 Giant Tsunami Disconnection | 蘇強文 |
| 20歲，一名在八景島海洋樂園工作的海豚實習教練。 起初因為自己一直無法覺醒而懊惱不已，所以得到水瓶星神雨宮涼子的幫助，最後在搭救涼子而面對基古戰士時覺醒，與另外兩名同伴一同驅動超星神海王星神。性格直率，有時又有些大條，但很關心同伴。 |                         |                        |            |          |                     |                                        |        |

### 周邊角色
崛口一郎 （赤星昇一郎飾，港配：張炳強）
東亞大學考古學系博士，算是十二位星神戰士的領導者，透過解讀水晶板從而了解星神戰士及超星神的情報，有時候很勇敢對付敵人，例如：第45集幫助星神戰士打敗波斯基杜，而使得封印膠囊改造的機器全毁。在超星艦隊劇場版有登場，用水晶板召喚出星神戰士出來應戰。
御園木篤司（工藤俊作飾）
國防部長官，登場初期企圖以星神戰士之力作為國防軍隊力量，但後來了解到地球即將受到宇宙聯盟的威脅，亦只有星神戰士才能應付，便從而轉而支援崛口博士及星神戰士等，後來開發了五式支援機械巨人雄飛，用來輔助星神戰士戰鬥，最後雄飛在某次戰鬥中壯烈犧牲了。
沖田總一郎 （吉田友紀飾，港配：李錦綸）
御園木篤司的部下，國防部特種部隊的隊長，故事中期負責操控國防部開發的五式支援機械人雄飛，協助星神戰士戰鬥。
樁·征二（山口粧太飾）
國防部長官，想要複製阿基隆人做為生物兵器。
久我琴（竹本·聰子飾）
國防部的外星人研究員。

## 宇宙聯盟奧可夫馬納夫
宇宙聯盟奧可夫·馬納夫聯合軍宇宙艦隊
四億年前攻打地球的宇宙艦隊，攻擊地球的原因是拯救被波斯基杜攻擊瀕臨毀滅的地球，因為當時的地球被兇暴的波斯基杜攻擊而收到了超古代的地球人的求救，所以派遣艦隊來攻打地球，之後把波斯基杜和超古代文明一起毁滅，四億年後，因為加魯巴星人貝魯傑思誣陷地球人是波斯基杜的後代子孫，所以再度派遣宇宙艦隊攻擊地球。至51集時，因為蘭傳達訊息成功，所以聯合軍艦隊撤退回奧可夫·馬納夫。
宇宙聯盟奧可夫·馬納夫
數億年前成立的宇宙知性生命體聯合組織宇宙聯盟奧可夫·馬納夫，其成立是為了維持宇宙秩序，制裁外星侵略者，會對其母星發動總攻擊，毁滅其文明，防止宇宙秩序崩壞，而在四億年前攻打地球，把超古代地球人跟絕滅者波斯基杜這兩個種族當成同一個種族統一處理，雖然滅亡了波斯基杜，但也讓超古代人滅亡了，四億年後派來了許多外星人，為了把新的人類消滅 ，後來認可了現在的地球人為超古代地球人的後代子孫，回到了宇宙聯盟奧可夫·馬納夫，審判了侵略者貝魯傑思。
奧可夫·馬納夫
宇宙聯盟「奧可夫·馬納夫」的最高權力者，實體為宇宙的意志，至高無上之事物。

## 因柏達星人
洛磯亞 （阿部進之介飾，港配：陳欣）
因柏達星派來毀滅地球的先遣部隊隊長，是十二位星神戰士一直以來最難纏的敵人，也是天馬的宿敵。戰鬥能力極高，而且智勇雙全。
初登場於第14集，被委派率領另外兩名同伴－露西亞及拉迪亞前往地球消滅人類。
登場初期喬裝成人類星山秀一潛伏於星神戰士身邊，曾一度奪取巨靈星神攻擊眾星神戰士，但失敗並被擊退。
第24集由於對拉迪亞與露西亞的死亡心有不甘，後來從宇宙召喚機械人大洛基安人，向星神戰士報復，先後襲擊直人和洸，重創誠。並企圖與天馬自爆同歸於盡，可見他對擊敗天馬的決心。大洛基安人給國防省回收。
第33集復活，從國防省取回大洛基安人，之後偷襲誠，先後捉小蘭，涼子和辰平，再挑戰天馬。
第34集控制雄飛對付合神獸王，之後魚住愛破壞控制器，並再被合神獸王打敗。
第40集再次復活，貝魯傑思幫他復活的條件是毀掉水晶板，因為水晶板讓他們懂得了超古代戰爭之謎的秘密，綁架未加和崛口博士，並告訴天馬讓他自己一個人帶水晶板過來才能放走，於是跟合神獸王交戰後被貝魯傑思奪走大洛基安人，再次綁架未加。
第41集放走未加，再次和天馬戰鬥，並告訴他水晶板的秘密。
第47集再度登場，目的為殺死布萊頓，結果因布萊頓與阿魯哥逃走而失敗。
第48集成功擊敗布萊頓。
第49集與天馬合作一起擊退哥極，就在即將至哥極於死地前夕被天馬阻止，使得哥極順利逃走。
完結篇把貝魯傑思帶回奧可夫·馬那夫，讓他接受審判，他表示不想再繼續戰鬥，和天馬和好。
露西亞（金智順飾）
洛磯亞的部下，因柏達星人。第22集巨大化和超星神對戰，之後被合神獸王擊敗。
拉迪亞（北岡龍貴飾）
洛磯亞的部下，因柏達星人，不喜歡聽從洛磯亞的命令，對露西亞有好感。第13集和露西亞來到地球，操控巨大隕石想要破壞海王星神，但是被天空巨龍的攻擊炮破壞。第15集時巨大化，與星神戰士展開最後戰鬥，被海王星神的強勢碎裂斬擊敗。
因柏達星人上司
來告訴洛磯亞毁滅地球任務結束，奧可夫馬納夫會議中決定毁滅地球人計畫交由其他星球的人來執行，並叫洛磯亞回因柏達星。

## 其他外星人
貝魯傑思
本劇最終敵人，加魯巴星人，宇宙聯盟奧可夫馬納夫地球攻擊軍的總司令官，其目的是毁滅地球，稱霸宇宙。
第46集派遣布萊頓去地球擾亂星神戰士，並派了殺手阿魯哥要殺早乙女蘭。
第47集派出宇宙怪獸特洛伊亞斯，第50集派了殺手哥極要殺死露比，因為他會妨礙他的計劃。
第50集派了宇宙怪獸卡布里仰來到地球搗亂星神戰士，並打敗了除火鳥星神以外的其他超星神
完結篇來到地球，並親自出馬打敗辰平，愛，涼子，豪，然後接近蘭，想要殺死她，然後卡布里昂被擊敗，宇宙船被合神獸王摧毀，使得他毀滅地球的野心潰堤，接著就被洛磯亞帶回奧可夫馬納夫宇宙最高法庭審判。
布萊頓（桑原太市飾）
貝魯傑思派來破壞星神戰士羈絆的異星人，派來了宇宙怪獸特洛伊亞斯，之後被洛磯亞以宇宙銀河槍殺死。
阿魯哥
貝魯傑思派來殺死早乙女蘭的殺手。
哥極
貝魯傑思派來殺死露比的殺手，為了不讓宇宙聯盟奧可夫馬納夫知道他的征服宇宙陰謀，所以派殺手來殺掉露比，以免陰謀外洩。
史迪庫斯
協歐魯星人，附身在崛口博士的後輩土方里子身上，教會了她真正的宇宙，之後被眾星神戰士擊敗逃走回去奧可夫馬納夫。
富里特
阿振迪星人，為了幫他夥伴報仇，來到地球，追捕克里米尼，之後附身到仁的朋友真司的身上，之後跟仁聯手打敗克里米尼，之後離開了真司的身體，之後說了句謝謝你，仁，謝謝你，星神戰士，之後離開地球，回到了阿振迪星。
基拉多星人
宇宙聯盟奧可夫馬納夫的刺客，為了把物理學者艾亞·史提西博士持有的水晶板碎片破壞而來到地球的外星人，最後被射手星神和山羊星神打敗。
史頓星人
宇宙聯盟奧可夫馬納夫派來要把祖先留下來的超級爆烈物馬多石頭引爆毁滅地球的外星人。
機器人奧美加
奧可夫馬納夫於四億年前超古代戰爭結束後留在地球上的自主意識機器人，目的是抹殺星神戰士。
吉岡·麻美
奧可夫馬納夫派來消滅人類的比述星人間諜，想要把人類跟建築物轉移到異次元空間消滅，讓地球文明恢復到最初階段，不料被射手星神打敗逃走，之後召喚火鳥星神，把比述星艦擊毀。
菲多拉
四億年前攻打地球的奧可夫馬納夫聯合軍宇宙艦隊，當時被火鳥星神貫穿戰艦而死，所以四億年來一直憎恨著地球人，所以一直在地球的軌道間漂流，超古代戰爭時戰死的宇宙聯盟士兵，太空人若杉先生被附身，攻擊水晶板，知道事情真相，同時也知道自己也死了，後來昇天安息。。
加達星人
宇宙聯盟奧可夫馬納夫派來抓地球人來代替黑衣戰士的外星人。
佐伯·可琳（千葉美加飾）
奧可夫馬納夫所派來挑撥離間星神戰士，讓星神戰士自相殘殺的阿基隆人。
露比（佐田真理恵飾）
奧可夫馬納夫派來讓星神戰士跟宇宙聯盟溝通的溝通者。
複製阿基隆人
國防部以阿基隆人遺體以阿基隆艦碎片上採集回來的高純度水晶複製而成的地球戰鬥用生物兵器，其中一個被射手星神打敗，之後樁部長把水晶拿回，複製了第二號，但是後來擺脫了操控器發狂逃走了，後來被眾星神戰士打敗。

## 本劇的大怪獸
阿基隆大星獸
阿基隆人可琳以阿基隆宇宙船的強化光束巨大化而成的巨大怪獸，出場時破壞建築物，還攻擊火象戰士，之後擊敗颶風星神，然後被火鳥星神的光束攻擊打跑，之後火風土九位星神戰士召喚超星神，火鳥星神破壞阿基隆宇宙船，之後，三個超星神，星神升級，被颶風星神的終極一擊，大地星神的鬥牛士破擊，還有火鳥星神的烈焰神鷹箭聯合攻擊，之後被火鳥星神的火鳥貫穿神爪擊殺。
複製阿基隆大星獸
國防部所研發的複製阿基隆人2號於水晶碎片後強化的複製大星獸，其特徵時沒有胸部光束炮，後與五式支援機士雄飛戰鬥，被雄飛的滑膛炮打壞右肩水晶光束炮，之後被合神獸王的合神碎擊擊殺。
宇宙怪獸特洛伊亞斯
加魯巴星人布萊頓派來的宇宙怪獸，打敗了颶風星神，把五式支援機士雄飛電到解體，之後用火球把火鳥星神打下來，之後超星獸連巨龍星神降臨，派出了巨靈星神，巨靈星神以火箭雙拳和光束攻擊，之後巨龍星神以超星獸連攻擊炮擊殺。
宇宙怪獸卡布里仰
加魯巴星人貝魯傑思派來搗亂星神戰士的最強宇宙怪獸，打亂了合神獸王的合體，打敗了巨靈星神，之後把天馬的火族巨大戰車打下來，天馬行蹤不明，之後打敗颶風星神，51集開頭打敗大地星神和海王星神，天馬被宇宙聯盟送回地球後，被快速合體的終極合神獸王以合神碎擊和強力疾風擊殺。本劇的怪獸大BOSS.
巨大奧美加
奧美加巨大化後的機器人怪獸型態，最後被合神獸王的合神碎擊擊敗。
巨大波斯基杜
吸收了波斯基杜水晶強化的巨大波斯基杜，擁有強大的戰鬥力，讓星神戰士們陷入了苦戰，之後被合神獸王的合神阿波羅炮和強力疾風打落翅膀，之後被光子集束攻擊眼睛，之後被合神碎擊擊敗，之後他們從古至今的關係終於切斷。

### 宇宙絕滅者
波斯基杜一族
宇宙中最兇惡的種族，是擁有非常強大的戰鬥力，是全宇宙最強大的戰士，是宇宙聯盟奧可夫·馬納夫的敵人。
超古代生物，有可能是超星神們的祖先，被稱為“絕滅者”，主要出現在42-45集，第42集被貝魯傑思的手下解除封印而復活，第45集被崛口和合神獸王打敗了。
擁有吸食人類生命的能力，會每個超星神的招式，擁有奇異的分身，尤其是被打倒之后變成一塊寶珠，能夠自我繁殖。
超古代戰爭時被古代的奧可夫馬納夫宇宙聯合軍消滅的波斯基杜一族，在兜山封印的是當年操作火鳥星神的波斯基杜中的唯一倖存者。
第44集曾操控火鳥星神。所使用的招式都是超星神的絕招。
火象戰士：烈焰神鷹箭、彗星拳（射手的絕招。燃燒的42集用2次，44集用過1次，彗星42集用1次，43集也用1次。）
風象戰士：雙子龍捲（雙子的絕招，43集用過3次。）水瓶幻影（水瓶的絕招，43集用過1次）大旋風破（天秤的絕招，45集巨大后用過1次。）
土象戰士：鬥牛士破擊（金牛的絕招，44集用過1次。）
水象戰士：天蠍風暴（43集，天蠍的絕招。）大海嘯切斷（42集，巨蟹的絕招。）激水擊（44集，雙魚的絕招。）
操控超星神機器人的姿勢與其它星神不同，是用手和拳頭姿勢進入過火鳥星神，是藍色的傳送。（四億年前超古代戰爭爆發時曾操縱過火鳥星神）
在超星艦隊劇場版也復活了，很多分身，跟在超星神時的模樣不同，稱為絕滅獸波斯基杜，變過幻星神的樣子，另外在故事後半段出現了一艘降臨到地球的巨大幽靈船，而它的真面目是一隻外貌為巨大雙頭龍的哺乳類波斯基杜，而且他還能吸收所有波斯基杜並變的更巨大，最終被獅子流星神以獅子咆哮斬強化型擊敗。

## 星神戰士裝備
共同裝備
星神羅盤（knuckle riser）
又被稱作星座羅盤。
星神戰士的變身道具，手上會出現星座象徵，最後出現一個星神羅盤。
共有變身、召喚超星神、武器、通訊、讓超星神升級的功能。
變身：變身成星神戰士
召喚：召喚超星神現身
武器：變出武器
通訊：可和同伴通訊
操縱：傳送至超星神操縱室內操縱超星神。
升級：駕駛超星神時讓超星神升級
個人裝備
火象戰士
（射手星神，白羊星神，獅子星神）
獵鷹聖弓：射手星神專用武器。絕技為「烈焰神鷹箭」。
聖鐵扇：白羊星神專用武器。絕技為「勃朗龍捲」。
月牙聖劍：獅子星神專用武器。絕技為「飛燕斬」。
風象戰士
（雙子星神，水瓶星神，天秤星神）
鐵甲聖槍：雙子星神專用武器。絕技為「終極一擊」。
聖月刀：水瓶星神專用武器。絕技為「圓月揮刀」。
聖鬥拐：天秤星神專用武器。絕技為「大旋風破」。
土象戰士
（金牛星神，山羊星神，處女星神）
金牛聖炮：金牛星神專用武器。絕技為「鬥牛士破擊」。
聖烈爪：處女星神專用武器。絕技為「黑夜聖爪」。
螺旋聖槍：山羊星神專用武器。絕技為「雷霆貫穿」。
水象戰士
（天蠍星神，雙魚星神，巨蟹星神）
疾風聖鋸：天蠍星神專用武器。絕技為「天蠍暴風」。
雙魚聖槍：雙魚星神專用武器。絕技為「極速射擊」。
聖鎖鐮刀：巨蟹星神專用武器。絕技為「大海嘯切斷」。

## 星神機組
- 火族

超星神火鳥星神（超星神ガルーダ）
绝招：火鳥連環擊，火鳥神爪（必殺技），‘烈焰神鷹箭’ 和 ‘飛燕斬’ （星神升級後）
武器：火鳥爪、烈焰聖劍，烈鹰聖弓，烈牙聖劍
原型：鳳凰
操控者：射手星神；
獅子星神（8集，由於天馬受了重傷，代替；50集，由於天馬去找奧可夫·馬納夫，後由獅堂劍代替，51集全體操控合神獸王）；
白羊星神（39集，天馬讓给她操控合神獸王對付奥美加；51集全體）；
波斯基杜（44集，學天马駕駛超星神的動作来操控火鳥星神跟星神戰士不同，是藍色的傳送，攻擊星神戰士們，包括雄風；45集逃走，被大地星神和海王星神攻擊，被巨龍星神接走後修復。）
- 風族

超星神颶風星神（超星神ドルクルス）
被挖掘（啟動）：兜山
絕招：終極一擊（星神升級後）、密林大炮（背部的炮）、阿斯多拉卡（雷電角）、脈衝炮（肩上的脈衝炮）、超級颶風總攻擊（必殺技，四種武器火力全開。）
武器：鐵甲聖槍（星神升級後）、密林大炮、阿斯多拉卡、雙臂的炮，肩上的脈衝炮。
原型：獨角仙
操控者：雙子星神；
天秤星神（8集，代替毁滅火鳥星神，51集全體）；
水瓶星神（19集，由於雙子星神重傷後代替，51集全體）
- 土族

超星神大地星神（超星神ガンシーサー）
被啟動地點：獅子王沙丘
绝招：鬥牛士破擊（星神升級後）、阿波羅劍刃、重力轟炸（必殺技）
武器：（星神升級後）鬥牛加農炮、背后的雙炮，雙槍、两翼的炮獅子型態時的爪子。
原型：獅子
操控者：金牛星神；山羊星神（45集，代替大地星神毁滅波斯基杜操控的火鳥星神，51集全體。）；
處女星神（51集全體。）
- 水族

超星神海王星神（超星神リヴァイアサン）
被發現地點：神鲸島
絕招：海王風車劍（最後一集中出現）激流斬、天蠍暴風（星神升級後）、 強勢碎裂斬（必殺技）
武器：激水槍、海王風車劍（星神升級後）、海王巨劍、海王風車劍、海洋盾。
原型：鲸魚
操控者：天蠍星神；
雙魚星神（45集代替，海王星神毁滅波斯基杜操控的火鳥星神。）；
巨蟹星神（51集全體。）
星神戰士輔助機組:巨大戰車
火族巨大戰車
風族巨大戰車
土族巨大戰車
水族巨大戰車
（每个種族有3台，每位星神有1台，在無法召喚超星神的时候作為輔助）。
- 超星獸連巨龍星神（超星獣連クラウドドラゴン）

主要負責修復和存放超星神以及各個種族的巨大戰車，
擁有高度智慧的大腦（巨龍星神從不盲目攻擊敵人）。
大腦裝載著部分超古代戰爭的記憶，
也可以發出光束攻擊。
是星神戰士關鍵時刻時的救星。
- 初號超星神 巨靈星神（超星神ガントラス）

實力遠超四台超星神。
绝招：雙載碎拳、致命一击
武器：身上的各類光束發射口，雙拳。
操縱者：星山秀一（洛磯亞）（17-21集，原本是和久井博士的操控器，是因为洛磯亞威脅他才會给洛磯亞的，包括晶片，21集被天馬奪回損壞操控器，被巨龍星神带走。）
射手星神（21集奪回巨靈操控器，被洛磯亞用宇宙銀河槍損壞，並带走巨靈星神的巨龍星神。）
- 究極超星神：合神獸王（合神獣王ダイセイザー）

五台超星神以巨靈星神為核心合體而成。
第一次合體時，由於四個人沒有同心，所以以巨靈星神AI代為進行，實力非常強大，讓奧可夫馬納夫最高會議最為頭痛的大問題，劇中無一敗績，實力可謂想當恐怖，
大结局接受了奧可夫馬納夫给的力量強化並且12人一起操縱。
絕招：合神碎擊（胸部）、星神巨焰（嘴部）、光子集束（眼睛）、耐衝炮、重鐳射（肩上，大地星神的槍）、爆裂閃光、超能重击、強力疾風。
武器：牙齒，雙拳、肩上的雙炮，尾巴，胸口（幾乎全身都是武器）。

## 工作團隊

### 主題歌
超星神 粵語主題曲
《戰勝烙印》
主唱：司徒瑞祈
作曲：宋沛言
作曲／編曲：葉肇中
監製：鄧智偉
十二活神隱居兩臂中
七色光線　散落到半空
靜待未來　伸張這正義
大地巨靈　風星獸接通
超星火鳥　降落到聖宮
合力共同　不需再猶疑　拳力置中
再度延續　並不變道理
愛護星神　堅信自己
眾大將　將融合
伴你　宇宙遠飛
隨著時空　脆弱得失控
魔鬼也要服從
留下來你我有幻想　定要立志向上
遙望長空　建夢想之國
即使再有裂縫　剩餘你我拍著手
成為了　勝戰烙印
千種兵器　超出了理想
招式多變　配合鐵聖槍
懂得參透　當中各奧妙
活着傳奇衝出了妄想
只因相信創造了理想
荊棘波折不需再猶疑　尋夢與想
再度延續　並不變道理
愛護星神　堅信自己
眾大將　將融合
伴你　宇宙遠飛
隨著時空　脆弱得失控
魔鬼也要服從
留下來你我有幻想　定要立志向上
遙望長空　建夢想之國
即使再有裂縫　剩餘你我拍著手
成為了　勝戰烙印
Life goes on
演唱者：淺岡雄也
歌曲：浅岡雄也
歌詞：浅岡雄也
编曲：Eddy Blues
ナニカに繋がれたeveryday
変わり続ける世界の中で
生まれたtrideの意味　知ったら
待ってるだけじゃ　ダメな気がした
I believe in myself....Yes!
负けられないんだ　まだ走れるなら
Life goes on　もう一度
梦をつかみたいよ
ココロの何処か　叫んでる　my soul
几千万のshining star　谁より辉いて
ボクの中のJustice　探そう
未来(あした)へ　グランセイザー
くだらない常识の波　囚われて
ボクは谁かを守れるだろうか
本当の勇気　少し知ったよ
「憧れだけじゃ何も変わらない」
Do you believe in yourself....now!
失ったならば　また创ればいいさ
Life goes on　谛めて
どうか止まらないで
ココロは何时だって自由なハズだろう？
无限大の爱情　キミを守る为さ
生きる事はFighting　気付いた.....
辉け！グランセイザー
Life goes on　もう一度
梦をつかみたいよ
ココロの何処か　叫んでる　my soul
几千万のshining star　谁より辉いて
ボクの中のJustice　探そう
未来へ　グランセイザー

### 片頭曲
Life goes on
演唱者：淺岡雄也
歌曲：浅岡雄也
歌詞：浅岡雄也
编曲：Eddy Blues
ナニカに繋がれたeveryday
変わり続ける世界の中で
生まれたtrideの意味　知ったら
待ってるだけじゃ　ダメな気がした
I believe in myself....Yes!
负けられないんだ　まだ走れるなら
Life goes on　もう一度
梦をつかみたいよ
ココロの何処か　叫んでる　my soul
几千万のshining star　谁より辉いて
ボクの中のJustice　探そう
未来(あした)へ　グランセイザー
くだらない常识の波　囚われて
ボクは谁かを守れるだろうか
本当の勇気　少し知ったよ
「憧れだけじゃ何も変わらない」
Do you believe in yourself....now!
失ったならば　また创ればいいさ
Life goes on　谛めて
どうか止まらないで
ココロは何时だって自由なハズだろう？
无限大の爱情　キミを守る为さ
生きる事はFighting　気付いた.....
辉け！グランセイザー
Life goes on　もう一度
梦をつかみたいよ
ココロの何処か　叫んでる　my soul
几千万のshining star　谁より辉いて
ボクの中のJustice　探そう
未来へ　グランセイザー

### 片尾曲
Kimi Wo Tsurete Iku
演唱者：安倍麻美
超星神ED
歌名：きみをつれていく
歌曲:安倍麻美
其処へ辿り着けるのなら
仆の白い羽がたとえ
白じゃなくなるほどに 汚れても かまいやしない
梦を叶える为にする 挫折や苦労のすべてを
仆は平気な颜をして 「しあわせ」と呼ぶんだ
君を笑颜にする为に 必要な远回りならば
仆は平気なフリをして 「しあわせ」と呼ぶんだ
それは强がりなんだけど どっか本音も混じってて
だから辛いハズの日々も 笑颜があふれてた
あの顷までは…
「梦を叶えられた日には
君をきっと迎えに行く」
そんなもう风化した 约束が 仆を支える
はだしで歩く仆を见て 「可哀想だね」と皆に
心配するよなフリして たとえ笑われても
今はまだ无駄な努力に 见えるよなそんな努力が
积もり、桥になると信じ…たとえ笑われても
それでも歩いて来たけど いつかふたりのその距离は
梦に近づくそのたびに 少しづつ离れた…
心も…ともに
元気ですか?
はだしで歩く仆を见て 「可哀想だね」と皆に
心配するよなフリして たとえ笑われても
今はまだ无駄な努力に 见えるよなそんな努力が
积もり、桥になると信じ…たとえ笑われても
それでも歩いて来たけど それでも歩いて来たけど
いざ君を振り返っても 约束の场所には
君はもう…いない
君をいつか连れて行くと誓い歩き続けたのに…。

## 各集標題
| 話數 | 日文標題             | 英文標題                                                     | 中文標题                   |
| ---- | -------------------- | ------------------------------------------------------------ | -------------------------- |
| 01   | 目覚めよ! 星の戦士   | Awaken! Star Warrior                                         | 覺醒吧! 超星神戰士們       |
| 02   | 発動! ドルクルス     | Initiate! Dolcruz                                            | 發動! 颶風星神             |
| 03   | 結成! 炎のトライブ   | Assemble! The Fire Tribe                                     | 集合! 火族星神戰士         |
| 04   | 死闘! 大地の戦士     | Death Match! Warrior of the Earth                            | 死鬥!大地的戰士            |
| 05   | 燃えろ! 警官魂       | Burn! Policeman's Soul                                       | 燃燒! 警官之魂             |
| 06   | 激突! 風と炎と大地   | Clash! Wind, Fire and Earth                                  | 激戰! 風與火與大地         |
| 07   | 走れ! 命を救うため   | Run! To Save a Life                                          | 奔跑! 拯救生命             |
| 08   | 降臨! 天空の龍       | Descent! The Heavenly Dragon                                 | 降臨!天空之龍              |
| 09   | 戦慄! カリンの正体   | Tremble With Fear! Karin's True Form                         | 戰慄! 可琳的真面目         |
| 10   | 侵略! アケロンの罠   | Invasion! The Akelon's Trap                                  | 侵略! 阿基隆人的圈套       |
| 11   | 結集! 9人のセイザー  | All Together! 9 Sazers!                                      | 集合! 九位星神戰士         |
| 12   | 決戦! 超星神対大星獣 | Climatic Battle! The Super Star Gods VS the Giant Star Beast | 決戰! 超星神對阿基隆大星獸 |
| 13   | 襲撃! インパクター   | Attack! Impactor                                             | 襲擊!因柏達外星人          |
| 14   | 覚醒せよ! 水の戦士   | Awaken! Water Warriors                                       | 覺醒吧! 水象戰士           |
| 15   | 立て! 水の超星神     | Rise! Chouseishin of the Waters                              | 站起來! 海王星神           |
| 16   | 非情! 司令官ロギア   | Emergency! Commander Logia                                   | 無情! 司令官洛磯亞         |
| 17   | 危機! 人類抹殺計画   | Crisis! The Mankind Extermination Plan                       | 危機! 人類滅絕計畫         |
| 18   | 最強の敵! ガントラス | The Strongest Enemy! Guntras                                 | 最强的敵人! 巨靈星神       |
| 19   | 出撃! ガンシーサー   | Sortie! Guncesar                                             | 出動! 大地星神             |
| 20   | 激闘! バトルレディ   | Fierce Fighting! Battle Ladies                               | 激鬥! 女戰士               |
| 21   | 迫る! 地球最後の日   | It's Coming! Earth's Final Day                               | 逼近! 地球滅亡之日         |
| 22   | 見よ! 合体超星神     | Look! Fusion Super Star God                                  | 看啊!合體超星神            |
| 23   | 復讐! ロギアの挑戦   | Revenge! Logia's Challenge                                   | 復仇! 洛磯亞的挑戰         |
| 24   | 脅威! ダイロギアン   | Menace! Dailogian                                            | 威脅! 大洛磯安人           |
| 25   | 暗躍! 新たなる敵     | Secret Maneuver! A New Enemy                                 | 暗中潛藏! 新的敵人         |
| 26   | 異次元の囚人         | Different Dimension Prisoners                                | 異次元的囚犯               |
| 27   | 怒れ、炎の必殺剣!    | Get Mad, Flaming Certain-Death Swords                        | 憤怒,火炎的必殺劍          |
| 28   | 美しき逃亡者         | The Beautiful Fugitive!                                      | 美麗的逃亡者               |
| 29   | 出動! 五式支援機士!  | Mobilize! Type-05 GS Assist Robot                            | 出動! 五式支援機士雄飛     |
| 30   | ヴェルソー、暴走!    | Runaway Velsou                                               | 水瓶星神,暴走              |
| 31   | お嬢様、危機一髪!    | Princess Endangered                                          | 千金小姐! 千鈞一髮         |
| 32   | 宇宙飛行士の悪夢     | The Astronaut's Nightmare                                    | 太空人的惡夢               |
| 33   | 復讐鬼、ロギア再び   | Vengeful Demon, Logia Again                                  | 復仇鬼,洛磯亞回歸          |
| 34   | 倒せ、ダイロギアン!  | Defeat, Dailogian!                                           | 打倒大洛磯安人             |
| 35   | ダンシング・ドリーム | Dancing Dream!                                               | 舞蹈之夢                   |
| 36   | さらば相棒!          | Farewell Partner!                                            | 再見了! 搭檔               |
| 37   | イルカの日           | The Dolphins' Day!                                           | 海豚之日                   |
| 38   | 超古代からの来訪者   | Visitor from Ancient Times                                   | 來自超古代的訪客           |
| 39   | プロジェクト・オメガ | Project Omega                                                | 奧美加計劃                 |
| 40   | 逆襲! 漆黒の戦士     | Counterattack! Jet Black Soldier                             | 逆襲! 黑衣戰士             |
| 41   | 対決!                | Showdown!                                                    | 交鋒                       |
| 42   | 甦える! 古代生命     | Rebirth! Ancient Life                                        | 甦醒! 古代生命             |
| 43   | 絶滅者ボスキート     | Executioner Bosquito                                         | 絕滅者 波斯基杜            |
| 44   | 解明! 超古代戦争の謎 | Unraveled! The Enigmatic Ancient War                         | 真相大白! 超古代戰爭之謎   |
| 45   | ボスキート最終決戦   | The Bosquito Final Battle                                    | 與波斯基杜的最終決戰       |
| 46   | 終末の始まり         | The Beginning of the End                                     | 結束的開始                 |
| 47   | 滅亡の序曲           | Destruction's Prelude                                        | 滅亡的序曲                 |
| 48   | 龍の記憶、天の意思   | The Dragon's Memory, Sacred Purpose                          | 龍的記憶,天之旨意          |
| 49   | 宇宙連合軍進撃開始!  | The Cosmic Alliance Army Begins Its Advance                  | 宇宙聯合軍進攻開始         |
| 50   | 天馬、死す           | Tenma Dies                                                   | 天馬，死吧！               |
| 51   | 復活の日             | Day of Resurrection                                          | 復活之日                   |

## 外部連結
- （日語）超星神-東京電視官網 （页面存档备份，存于）
- 互联网电影数据库（IMDb）上《超星神》的资料（英文）